# Anoteropsis forsteri
Anoteropsis forsteri es una especie de araña del género Anoteropsis, familia Lycosidae. Fue descrita científicamente por Vink en 2002.
Se distribuye por Nueva Zelanda. La especie se mantiene activa durante el mes de noviembre.